# Juan José Nágera
Juan Jose Nágera Ezcurra (Gualeguaychú, 22 de mayo de 1887 - Buenos Aires el 9 de octubre de 1966 fue un geólogo, ecólogo y profesor argentino.

## Biografía
Realizó su escuela media en el primer colegio laico en la Argentina, el Colegio Nacional de Concepción del Uruguay.
Fue el segundo geólogo graduado de una universidad en la Argentina, quien tuvo un rol importante en la base teórica para considerar de importancia la jurisdicción nacional sobre la plataforma continental del país, especialmente con el fin de obtener de ella recursos como el petróleo. Realizó la defensa de su tesis por la UBA, acerca de "Las Sierras Bayas", obteniendo el “premio Carlos Berg”.
Es creador, en 1927, de la “Doctrina del Mar Libre, o Doctrina Nágera”: teoría de la soberanía de las 200 millas marinas. Así propuso extender la soberanía más allá del mar territorial hasta alcanzar el borde de la plataforma continental. Sin quedarse en la mera idea impulsó el decreto ley 1386/44 del 24 de enero de 1944 (81 años), donde se extienden por primera vez las reservas mineras al Mar Epicontinental Argentino, representando la primera manifestación de soberanía que el Gobierno de la Nación ejerció sobre la plataforma continental. Dos años más tarde el Decreto N.º 14.708/46, firmado por Juan Domingo Perón y vigente en la actualidad, complementaba la norma anterior iniciando una serie de políticas de estado argentinas en este sentido.
Fue cofundador de la Asociación Geológica Argentina, y su primer presidente. También fundó con otros científicos de su generación la Sociedad Argentina de Estudios Geográficos y de la Sociedad Ornitológica del Plata.
A lo largo de su vida publicó varios artículos de divulgación científica en revistas y periódicos argentinos. Fue profesor de las Universidades de La Plata, y Buenos Aires.

## Algunas publicaciones
- 1945. Puntas de Santa María del Buen Aire. Cuadernos de Buenos Aires IV. 32 pp.

- 1940. Tandilia. Vol. 1 de Historia física de la provincia de Buenos Aires, t. I. 272 pp.

- 1938. Geografía física de las Américas y de la República argentina ... Con Oscar Manito. 2.ª edición de Editorial Kapelusz, 467 pp.

- 1938. Geografía física de la República Argentina... Editor A. Kapelusz. 233 pp.

- 1936. Puntas de Santa María del Buen Aire: lugar de la fundación de Don Pedro de Mendoza: Meditaciones geológicas. Editor F.A. Colombo, 40 pp.

- 1926. Los Hoyos del Campo del Cielo y el meteorito. N.º 19 de Publicación Dirección General de Minas y Geología. Editor Talleres Gráf. del Ministerio de Agricultura de la Nación, 9 pp.

- 1926. Atlas de la República Argentina. Editor Talleres Gráf. Colombatti. 38 pp.

- 1921. Observaciones geologicas en las inmediaciones del Lago San Martín (territorio de Santa Cruz). N.º 27 de [Argentine Republic] Dirección General de Minas, Geología e Hidrología. Boletín. Con Guido Bonarelli. Editor Talleres Gráf. del Ministerio de Agricultura de la Nación, 39 pp.

- 1919. Nota geológica sobre el Cerro San Agustin Balcarce (Provincia de Buenos Aires). Vol. 22 de Boletín Dirección General de Minas, Geología e Hidrología. Editor Ministerio de Agricultura, 7 pp.

- 1919. La Sierra Baya, estudio geológico y económico. Vol. 14 de Anales. Sección geología, mineralogía y minería. Editor Talleres Gráf. del Ministerio de Agricultura de la Nación, 60 pp.

- 1917. La Sierra de "las dos Hermanas". Editor Coni. 5 pp.

## Honores
Académico de
- Academia Nacional de Ciencias Exactas, Físicas y Naturales de Buenos Aires
- Academia Nacional de Ciencias de Córdoba

- Monumento en el "Parque Unzué",[8] de su ciudad natal[9]

“Que el trépano toque y se hunda en Gualeguaychulia” es una de las frases inscriptas en su monumento que todavía resuenan

- Premio Juan José Nagera “A la difusión de la geología”: la Asociación Geológica Argentina otorga este premio, trienal, coincidiendo con los Congresos Geológicos Argentinos; al geólogo (mayor de 55 años) que se haya destacado en la difusión de las ciencias geológicas argentinas[10]

### Toponimia
- Barrio Juan José Nagera: de Parque Avellaneda

- Escuela Secundaria 24 Juan José Nágera,[11] Gualeguaychú

### Eponimia
- Fósil Acrioceras nagerai Leanza 1900